# 1104-es mellékút (Magyarország)
Az 1104-es számú mellékút eredetileg egy körülbelül 27 kilométer hosszú mellékút volt Fejér vármegye északi és Pest vármegye nyugati része, az 1-es és a 10-es főutak között. Útvonala megközelítette a Gerecse hegység leginkább délkeleti fekvésű és a Budai-hegység legnyugatibb magaslatait, a kettő között végighúzódott a Zsámbéki-medencén, annak legfontosabb útjaként.
Középső, nagyjából 11-12 kilométeres szakaszát 2013-ban átszámozták, és a Pilisjászfalut az M1-es autópályával, illetve az 1-es főúttal összekötő 102-es főútba sorolták be. Azóta az 1104-es számozást csak a Bicske-Zsámbék szakasz viseli, északi szakasza pedig új számozást kapott.

## Nyomvonala

### Eredetileg
Az út eredeti nyomvonala Bicske területén, körforgalmú csomóponttal ágazik ki az 1-es főútból (lényegében a bicskei belvárosból induló és idáig tartó 11 119-es út egyenes folytatásaként). Néhány méter után kiágazik belőle a 11 117-es út Csabdi és Vasztély irányába, az 1104-es pedig északkeletnek fordul. Keresztezi a Szent László-patak duzzasztásával kialakított Csabdi-halastórendszert, elhalad az M1-es autópálya alatt (a sztráda nyomvonalát csomópont nélkül keresztezi), majd Mány területére ér.
Az út régen keresztülhaladt Mány központján, de egy jó ideje már elkerüli azt. A falun átvezető régi nyomvonal belterületi szakasza ma nagyrészt önkormányzati útnak minősül, a nyugati (Bicske felőli), rövid, mindössze 120 méteres bekötő szakasz a 93 003-as, a keleti (Zsámbék felőli) bekötőút pedig a falu első jelentősebb kereszteződéséig, körülbelül 1,2 kilométeres szakaszon a 11 041-es számozást viseli).
Mány központját elhagyva az út elhalad Alsóörspuszta településrész mellett, keresztezi a Kígyós-patakot, majd átlép Zsámbék területére, ahol kiágazik belőle az 1105-ös mellékút, Szomoron át Bajnára. Az eredeti nyomvonal Zsámbékon találkozik a Herceghalomra vezető 1101-es és a Páty-Budakeszi felé vezető 1102-es úttal, amin a főváros is elérhető.
Zsámbék után Tök, majd Perbál következik, ahol az 1103-as út torkollik bele (Budakeszi-Telki-Budajenő felől). Egy körülbelül 5 kilométeres, éles – közel derékszögű – kanyarokkal tarkított szakasz következik Tinnyéig, majd az 1106-os út kiágazása után a nyomvonal egy újabb éles kanyarvétellel keletnek fordul. Elhalad a Garancsi-tó mellett, végül Piliscsaba központjában, a 10-es főúthoz csatlakozva ér véget.

### A 102-es főút kitűzése óta
2013 körül három számjegyű főúttá minősítették át az Esztergom-Dorog térségétől az M1-es autópálya felé vezető legrövidebb útszakaszt, ezért az 1104-es út Zsámbék és Tinnye közti szakasza is az új főút része lett. Ezzel együtt az 1104-es út lerövidült a Bicske-Zsámbék közötti szakaszra, a Tinnye és Piliscsaba közötti, nagyjából 4,5 kilométeres szakasz pedig az 1133-as számozást kapta.
Jelenlegi szakasza ily módon 9,821 kilométer hosszú és a 102-es főútba torkollva ér véget, annak 4+700-as kilométerszelvénye közelében, Zsámbék keleti szélén.

## Érdekességek
- Az út több (főként tinnyei és piliscsabai) szakasza szolgált – ma is jól felismerhető módon – az Üvegtigris, illetve a folytatásaként elkészült Üvegtigris 2. és Üvegtigris 3. játékfilmek forgatási helyszíneként. (Ez a szakasz jelenleg az 1133-as mellékút része.)
- Töki szakasza megjelenik A fantasztikus nagynéni című, 1985-ben forgatott játékfilm néhány snittjében is. (Ez a szakasza jelenleg a 102-es út részét képezi.)

## Képgaléria

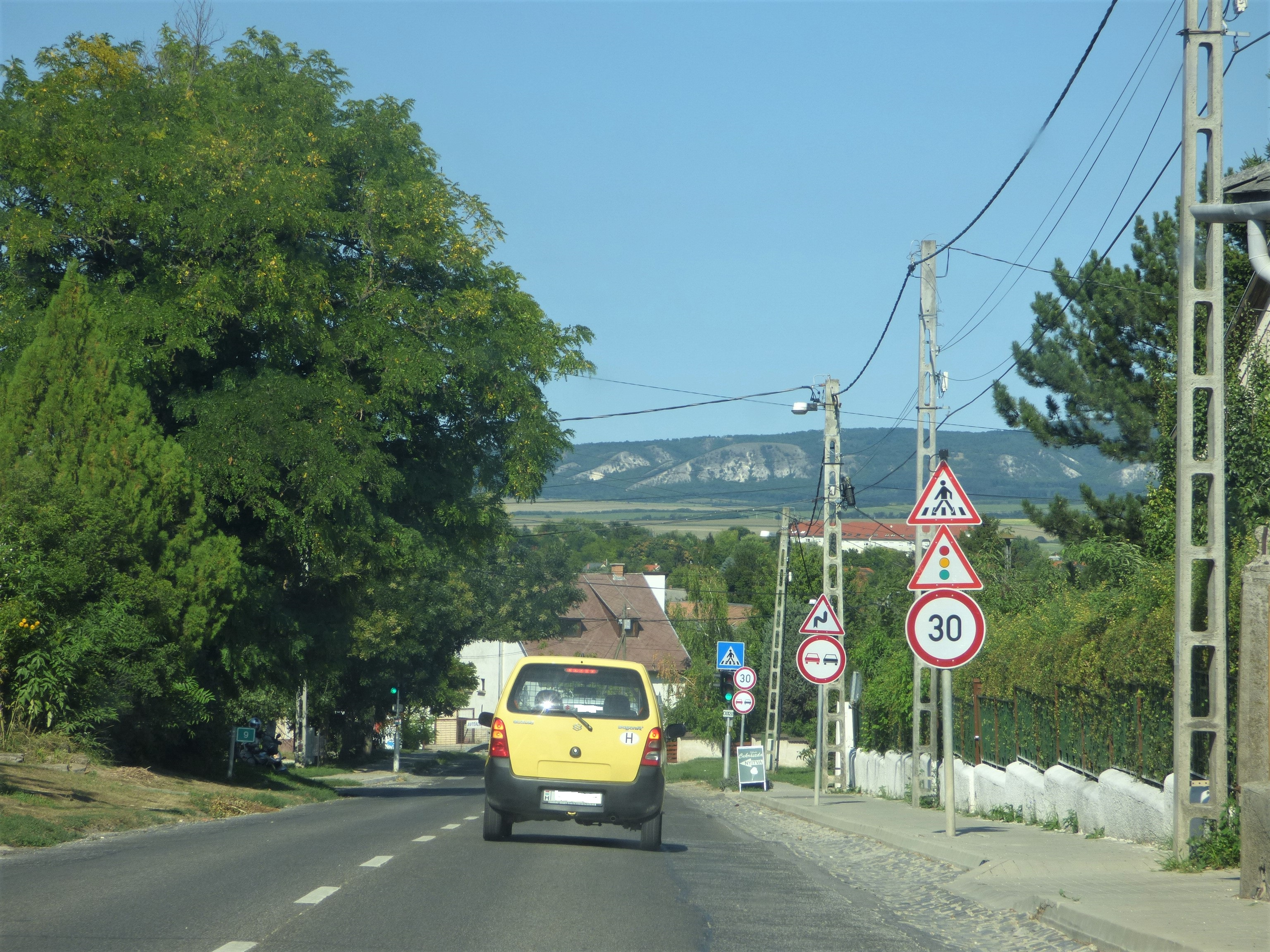
Az 1104-es út zsámbéki bevezető szakasza Bicske felől
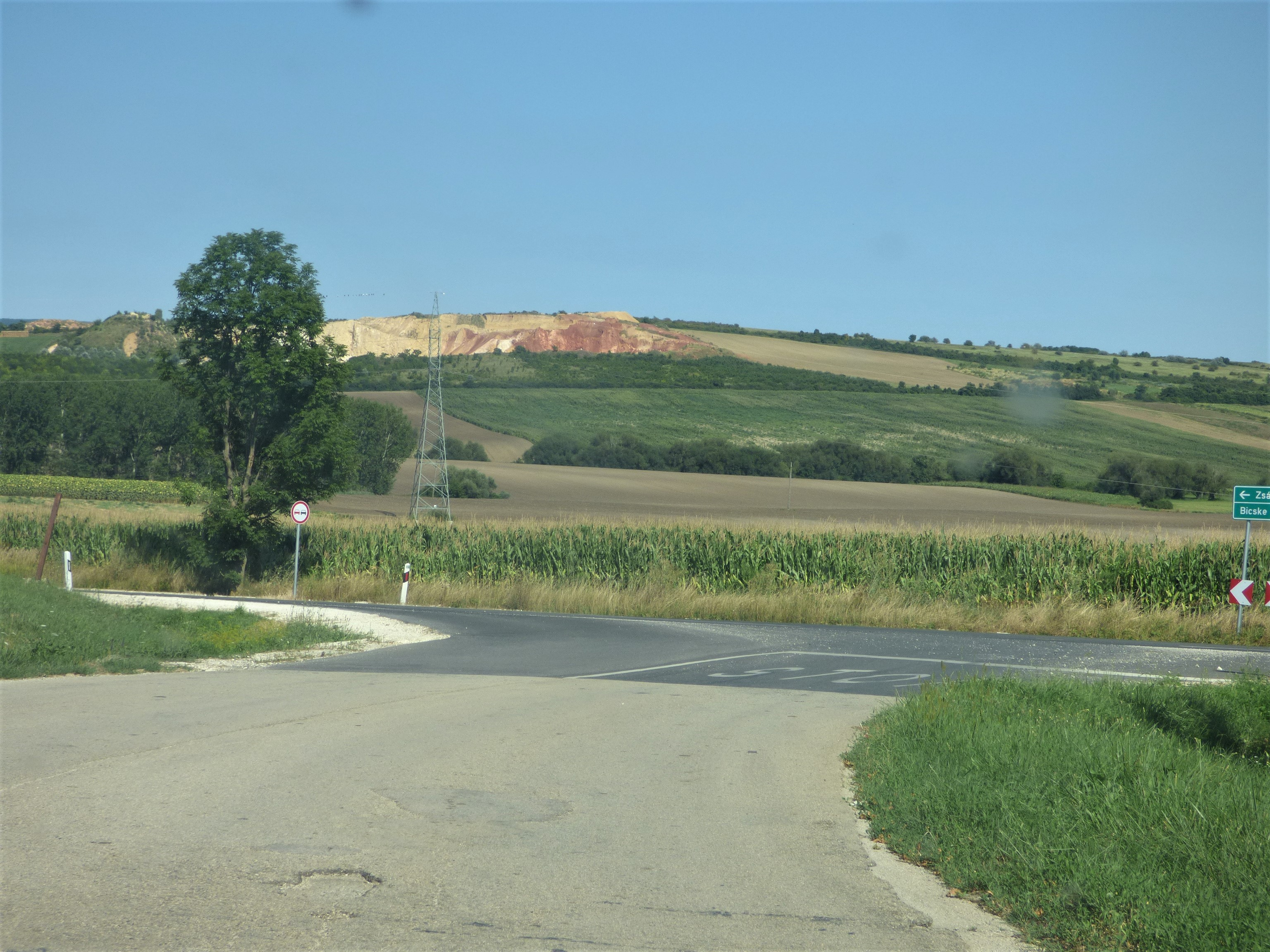
A 11041-es út betorkollása az 1104-esbe Mány keleti szélén
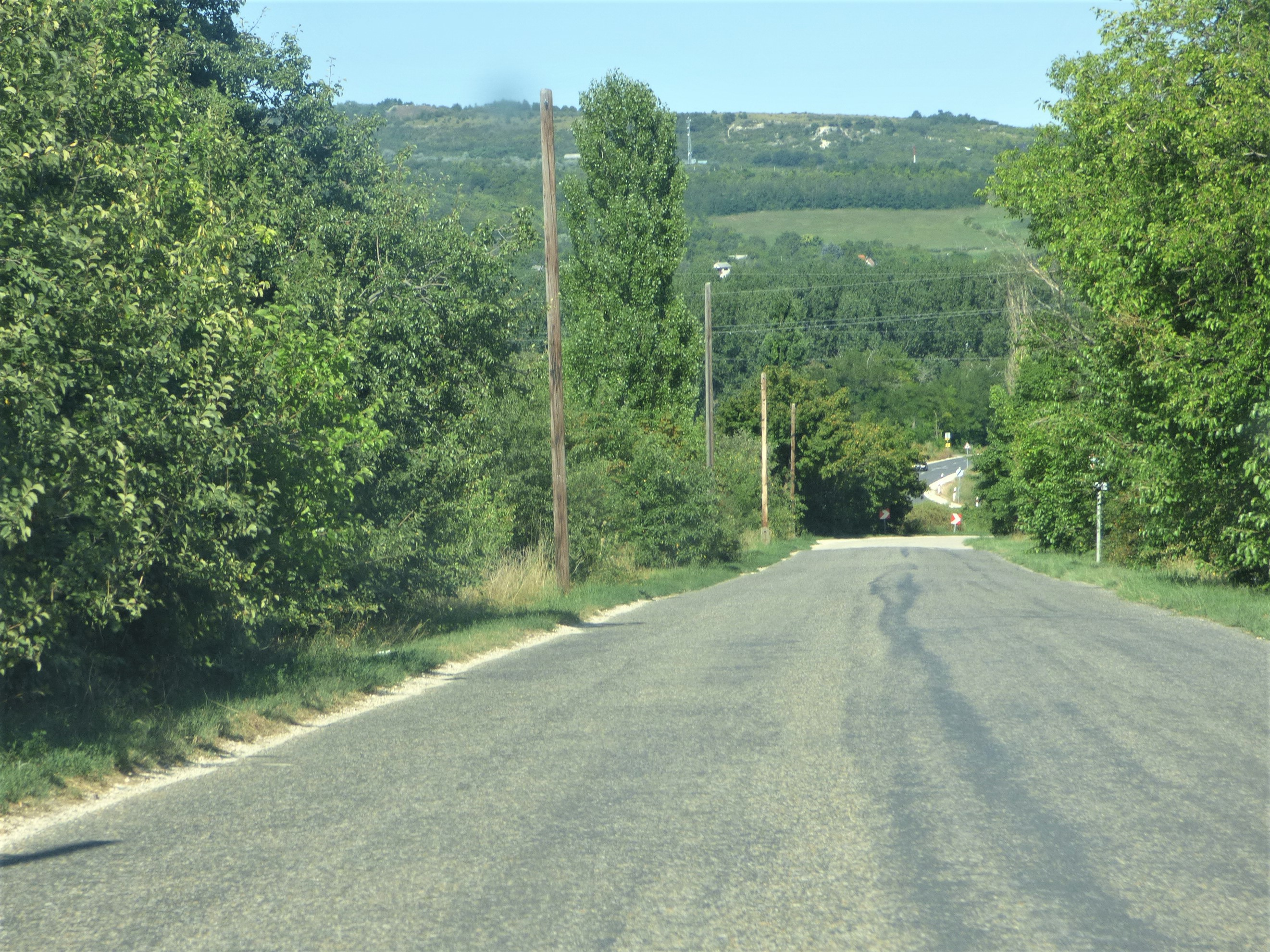
A 11041-es út Mány felől, a háttérben látszik az 1104-es is